# بازک سیاه
بازک سیاه (نام علمی: Aviceda leuphotes) پرنده شکاری کوچکی است که در جنگل‌های شمال شرق هند، شرق هیمالیا، چین و جنوب شرق آسیا یافت می‌شود. بسیاری از جمعیت‌ها مهاجر هستند، از جمله جمعیت‌های منطقه هند که زمستان را در جنوب شبه‌جزیره و سریلانکا می‌گذرانند. بازهای سیاه پاهای کوتاه و کلفتی با چنگال‌های قوی و یک تاج برجسته دارند. آنها در جنگل‌های انبوه، اغلب در گروه‌های کوچک یافت می‌شوند و اغلب می‌توان آنها را در حالی یافت که روی شاخه‌های لخت درختان بلند که از بالای سایبان جنگل سر به فلک کشیده نشسته‌اند.

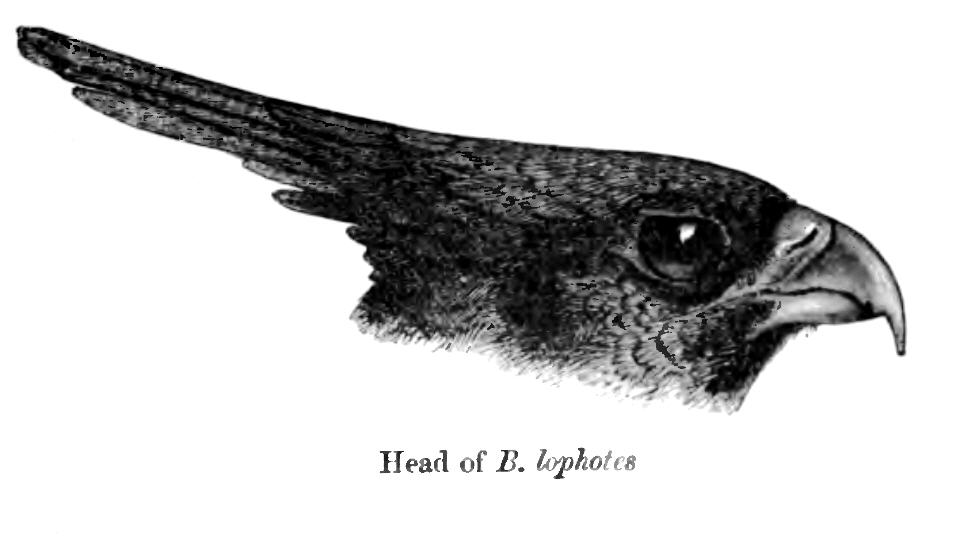
"دندان" مشخصه در آرواره بالا